# 株洲北站
株洲北站位于湖南省株洲市石峰区田心街道，是京广铁路、沪昆铁路两大铁路干线的交汇处，属双向纵列式三级七场路网性编组站。车站等级为特等站，按技术作业性质为编组站，按业务性质为货运站。车站是株洲铁路枢纽的主要组成部分，主要办理京广、沪昆两大干线四个方向货物列车的到发、解编作业以及各方向旅客列车的通过作业。每天办理大量的中转车流作业，并有大量的本地车流产生和集散，在路网车流的组织中占有十分重要的地位，是沟通华东、华南、西南和北方的交通要道。

## 历史沿革
1954年，铁道部车务局提出建设株洲枢纽的设计任务书。1955年1月，国家计委工作组在株洲现场考察后，确定在既有田心站东侧建设编组站，勘测设计工作于1957年3月至1958年9月由铁四院进行。由于大跃进期间无法按照设计施工，广州铁路局提出以出发场为中心的过渡方案，1959年10月建成一级二场的过渡性编组站，时称田心出发场。过渡性编组站内铺有到发线6条，编组线12条，承担由原株洲站担负的列车解编作业。
1963年枢纽工程复工，车站在原站场东侧新建一个到发场，由原先的一级二场扩建为一级三场。1964年，田心车站正式脱离株洲车站。1966年，铁道部命令田心车站为株洲北站，正式纳入全国铁路运营版图，定为一级编组站。1968年12月，直通场6条到发线投产，承担京广线下行无改编作业中转列车的技术作业任务。1969年8月至1971年11月，完成直通场改造为到达场的扩建工程，新铺到发线7条。1972年10月编组场竣工投产，铺设编组线26条。1973年，车站扩建为单向纵列式三级三场编组站。
1986年，铁道部决定再次扩建株洲北站，将单向纵列式三级三场扩建为双向纵列式三级七场。1995年上行系统全部建成开通。改建后的株洲北站为双向纵列式三级七场，设计能力为日均办理2.1万辆，年货物到发流量800万吨，成为江南第一大编组站。

## 车站简介

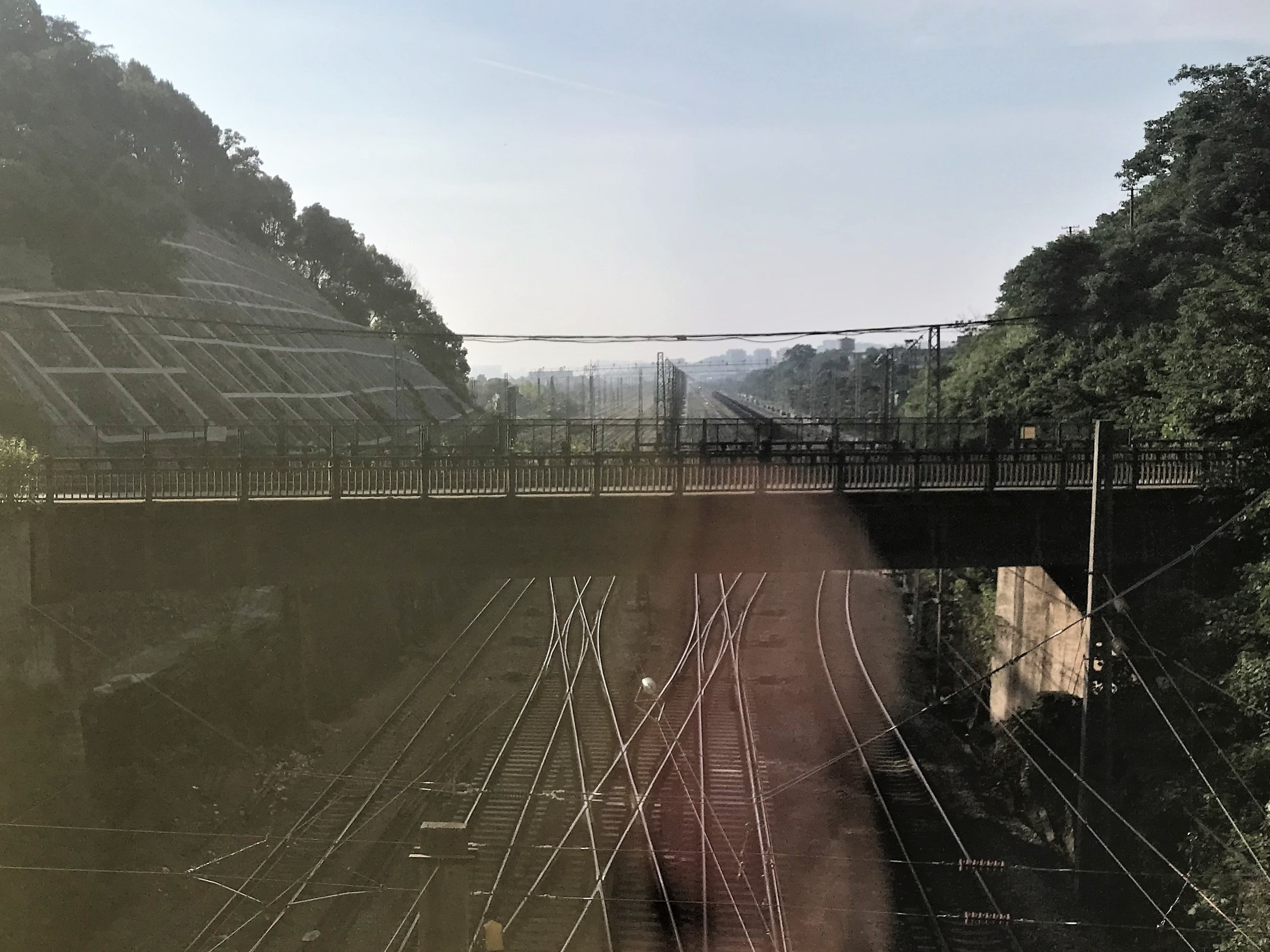
从京广下行客线眺望株北Ⅵ场北咽喉

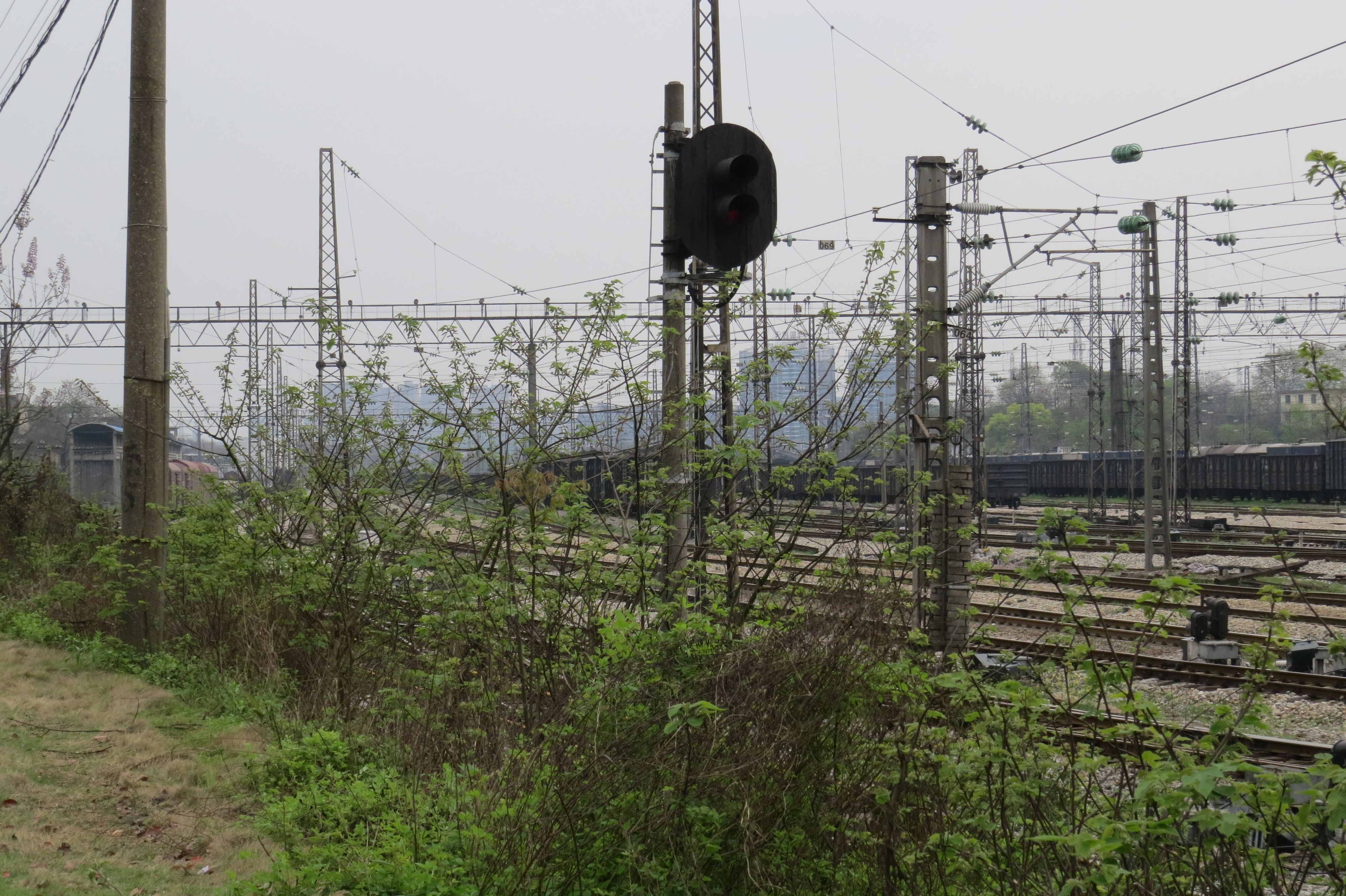
从车站机关附近眺望Ⅲ场

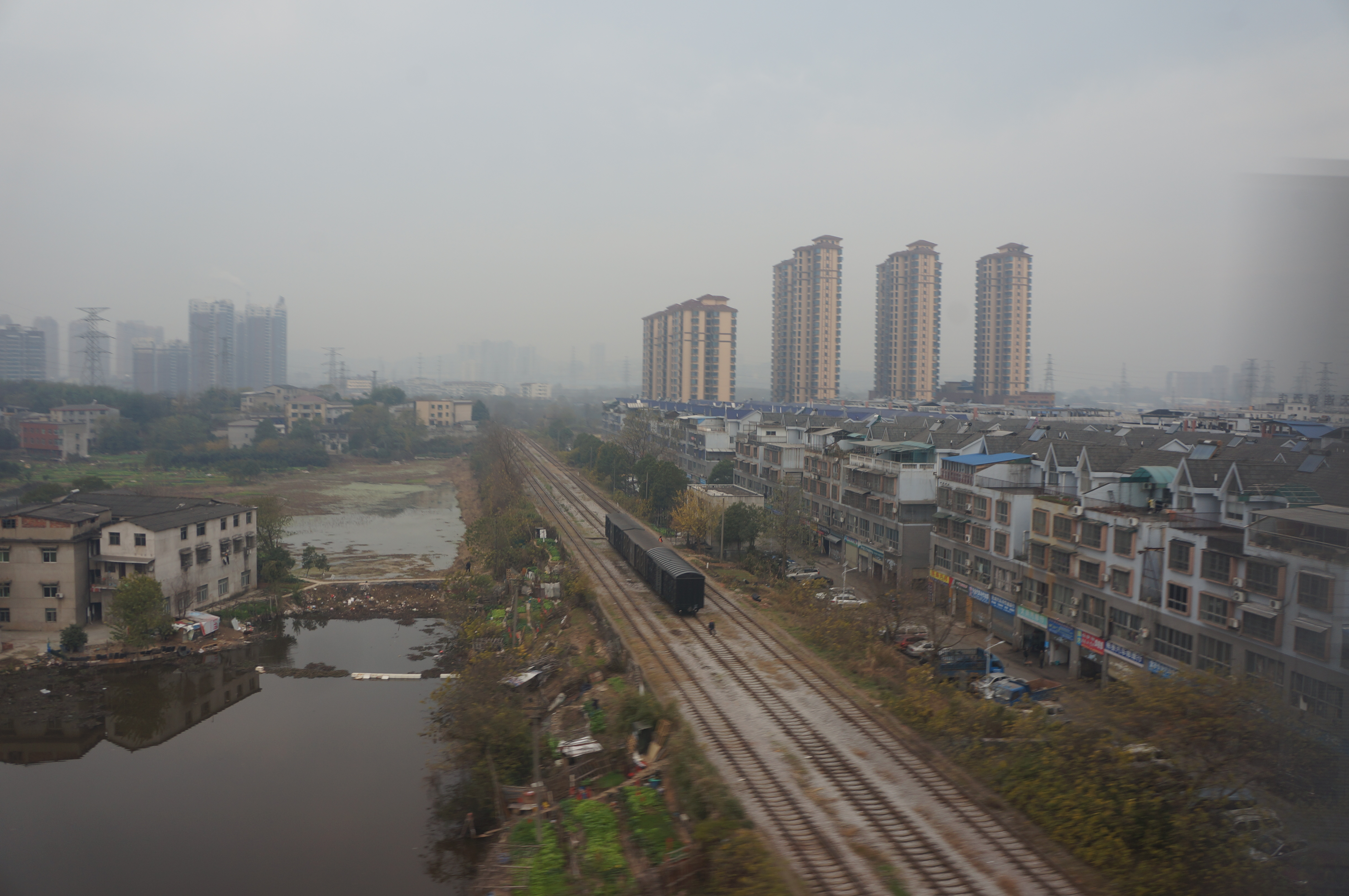
430专用线

车站等级为特等站，按技术作业性质为编组站，按业务性质为货运站，办理整车、集装箱业务。车站规模属双向纵列式三级七场路网性编组站，分为上下行系统：
- 下行系统主要办理京广线下行列车与沪昆线（湘黔方向）上行列车的到达、解体作业，及沪昆线（浙赣方向）上行列车与京广线下行列车的编组、出发作业，亦可反方向发出京广线上行列车与沪昆线（湘黔方向）下行列车，反方向接收沪昆线（浙赣方向）下行列车与京广线上行列车。
- 上行系统主要办理沪昆（浙赣方向）下行列车与京广线上行列车的到达、解体作业、及京广线上行列车与沪昆线（湘黔方向）下行列车的编组、出发作业。同时,亦可反方向发出沪昆（浙赣方向）上行列车与京广线下行列车。

两个系统与交换场通过南、北转场线连接，同时下行到达场和上行出发场通过北联线连接。
| →       |
| ↓南环线 |

| ↗0 |
| ↘↖ |

| ↗ |
| ↘ |

| ↘ |
| ↖ |

| ↓南环线 |
| ←       |

### 专用线
株洲北站设有37条专用线，其中12条铁路专用线较长，纵横株洲城区。还有连接石峰区喻家坪工业站的专用线；而中車株機廠房的進出廠線，則接駁相鄰的株洲北出發場，因此所有由中車株機生產的鐵路車輛，在採用甲種運送方式出廠及大修時，必須途經株洲北站。

## 下辖车站
株洲北站是中国铁路广州局集团下辖的直属站。目前管辖以下车站：
- 卫星站：田心站、白马垅站、十里冲站
- 湘潭东站

原湘潭站亦由株洲北站管辖，2015年4月10日改为株洲车站管辖:197。